# Guillermo Pérez Alzate
Guillermo Pérez Alzate más conocido por su alias Pablo Sevillano (Medellín, 16 de noviembre de 1963) es un ex paramilitar colombiano. Fue comandante del Bloque Libertadores del Sur de las AUC, subestructura del Bloque Central Bolívar que opero en el departamento de Nariño.

## Biografía
Nacido en 1963. Es hermano de Rodrigo Pérez Alzate alias Julián Bolívar, que fue comandante del Bloque Central Bolívar de las AUC. En 1999 los hermanos Castaño ordenaron la expansión de las AUC, a Nariño. 

### Bloque Libertadores del Sur
Pablo Sevillano fue comandante desde 2000 del Bloque Libertadores del Sur, subestructura del Bloque Central Bolívar de las AUC, que operaba en Nariño, y se financió con el narcotráfico y la extorsión. Estuvo conformado por tres frentes: Héroes de Tumaco y Llorente, Lorenzo Aldana y Brigadas Campesinas Antonio Nariño.
Fue acusado de ser el autor intelectual del asesinato de la religiosa y lideresa social Yolanda Cerón Delgado en 2001. Sevillano pidió perdón por el crimen en 2021. Reconoció ordenar el asesinato del periodista Flavio Iván Bedoya Sarria en 2001. Además reconoció responsabilidad en los asesinatos del gerente regional de Avianca en Nariño, Alfredo Calderón,  y la estudiante Adriana Benítez.
Este Bloque tiene registradas 1.660 víctimas en el Sistema de Información de Justicia y Paz (SIJYP). Sevillano Reconoció ante la fiscalía 120 asesinatos. También confesó que en el 2001 su grupo asesinó a seis supuestos vendedores de droga en Tumaco y a tres ladrones de carros. En marzo de 2009, confesó en versión libre haber reclutado 67 menores de edad, también confesó 39 homicidios y la responsabilidad en una masacre cerca al hospital de Tumaco (Nariño): dejando 6 muertos. Este bloque operó en alianza con la Fuerza Pública, empresarios y 15 alcaldías municipales. Sevillano fue condenado a 40 años de prisión en 2016 por desplazamiento forzado.

### Desmovilización
El 30 de julio del 2005 Pablo Sevillano se desmovilizó con 689 hombres y mujeres, estaba recluido en la Cárcel de Itaguí (Antioquia), el 13 de mayo de 2008 fue extraditado a Estados Unidos por narcotráfico, requerido por la Corte del Distrito de Florida. Fue liberado en 2016, y en 2019 fue sacado de la lista de narcotraficantes de Estados Unidos.
En 2016 firmó junto a otros exjefes paramilitares una carta en apoyo a los Acuerdos de Paz entre el gobierno colombiano y las FARC-EP.